# Jean-Paul Proust

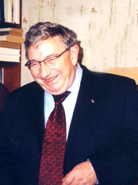
Jean-Paul Proust

Jean-Paul Proust (Vaas, 3 maart 1940 - Marseille, 8 april 2010) was een Franspoliticus.
Proust was regeringsleider van Monaco sinds 1 juni 2005 (een maand later dan had gemoeten vanwege de dood van Reinier III), nadat hij drie maanden daarvoor aangesteld was door de prins en de Franse regering. Net als zijn voorgangers was Proust niet in Monaco opgegroeid en had hij er nog nooit gewoond.
Hij werkte al lange tijd voor de Franse overheid. Zijn meest prominente posities waren prefect van Guadeloupe van november 1989 tot juli 1991 en hoofd van de politie van Parijs van 2001 tot 6 december 2004. Op 29 maart 2010 werd hij opgevolgd door Michel Roger. Proust stier amper tien dagen later na een slepende ziekte.